# Room Service (film, 2007)
Pour les articles homonymes, voir Room Service.
Room Service est un court métrage américano-mexicain réalisé par Kevin Castro, sorti  en 2007

## Synopsis
Katya Morgan est une riche héritière qui passe ses jours à faire du shopping, à faire la fête et à faire la chasse aux hommes... jusqu'à ce qu'elle soit déshéritée de la fortune familiale par son père. Sans un sou en poche, et aucune qualifications, Katya accepte un boulot de bonne au plush swank Royal Palmetto hotel à Scottsdale, en Arizona. Mais lorsqu'elle succombe au charme d'Alex Sheridan, le directeur général de l'hôtel, Katya apprend qu'obtenir ce dont vous ne voulez pas peut quelquefois être la meilleure des récompenses.

## Fiche technique
- Réalisation : Kevin Castro
- Scénario : Janus Cercone
- Production : Joe Simpson, Gale Anne Hurd, Randall Emmett, et George Furla
- Pays :  Mexique,  États-Unis
- Genre : comédie romantique
- Durée : 17 minutes

## Distribution
- Jessica Simpson
- Mike Doyle : Stone